# Филоненко, Максимилиан Максимилианович
Максимилиан Максимилианович Филоненко (27 октября 1885, Аткарск — 3 августа 1960, Куломье, Франция) — русский политический деятель, адвокат.

## Биография

### Семья и ранние годы
Родился в семье инженера путей сообщения Максимилиана Семёновича Филоненко (1855, Житомир — 1906, Санкт-Петербург) и Элеоноры Абрамовны Блох, единоутробной сестры инженера-путейца И. С. Каннегисера, племянницы историка русской литературы и лексикографа Иосифа Емельяновича Мандельштама и офтальмолога, учёного-медика Макса Эммануиловича Мандельштама (1839—1912, заведующего кафедрой глазных болезней Императорского университета Святого Владимира). Двоюродный брат поэта-террориста Л. И. Каннегисера. Отец был выпускником Императорского университета Святого Владимира в Киеве и Санкт-Петербургского института инженеров путей сообщения, занимался научной деятельностью. Будучи в товарищеских отношениях с И. С. Каннегисером по Первой житомирской гимназии и обоим высшим учебным заведениям, он женился на сестре своего товарища Элеоноре.
Окончил кораблестроительное отделение Санкт-Петербургского политехнического института.
В 1914 подпоручик, 9 октября 1914 прибыл в пополнение в крепость Ивангород в лейб-гвардии Гренадерский полк. Член партии социалистов-революционеров.

### Активист Временного правительства
После Февральской революции — активист Временного правительства, его комиссар в 8-й армии, которой командовал Л. Г. Корнилов. Прибыл в 8-ю армию около 15 июня 1917. При Филоненко состояли 2-3 помощника, среди них инженер-технолог Ципкевич. Входил в окружение Корнилова. После назначения Корнилова главковерхом, с 19 июля 1917 — комиссар при Ставке Верховного Главнокомандующего Корнилова.
После прибытия Корнилова в Москву 13 августа началась разработка планов установления в России новой формы правления, с Советом народной обороны во главе страны под председательством генерала. Его заместителем прочили А. Ф. Керенского, а членами совета должны были стать генерал М. В. Алексеев, адмирал А. В. Колчак, Б. В. Савинков, М. М. Филоненко. При Совете планировалось, сформировать правительство с широким представительством политических сил: от царского министра Н. Н. Покровского до Г. В. Плеханова.
Перед Корниловским выступлением пытался достигнуть компромисса между Корниловым и Керенским. 28 августа вместе с Савинковым встал на сторону Керенского. 31 августа 1917 сопровождал генерала Алексеева, ехавшего арестовывать Корнилова.

### Борьба с большевизмом
После захвата власти большевиками — участник подпольных антибольшевистских организаций.
Возглавил достаточно крупную террористическую группу в Петрограде, поставив задачу организовать ряд громких террористических актов против видных партийных и советских работников, о чём утверждалось в анонимном письме бывших членов партии эсеров, посланном Совнаркому после убийства В. Володарского. В нём как организаторы готовившихся терактов указывались Савинков, Филоненко, Колосов и другие эсеровские активисты.
Подпольная группа, возглавляемая М. М. Филоненко, намеревалась устроить взрыв во время заседаний Всероссийского съезда Советов, однако этот план не удался. В группу входил двоюродный брат Филоненко Л. И. Каннегисер, которому удалось убить председателя Петроградской ЧК Моисея Урицкого.
В 1918—1919 годах находился в Архангельске, где у власти находилось антибольшевистское Временное правительство Северной области. Был членом городской думы Архангельска.

### Эмиграция
С 1919 в эмиграции. Жил в Париже, занимался адвокатской практикой. В 1924 выслан из Франции по распоряжению министерства внутренних дел за финансовые махинации. Впоследствии вернулся во Францию. С июля 1933 — профессор по кафедре римского права Брюссельского университета.
Сотрудничал с Национальным союзом нового поколения, с младоросской партией.
Выступал в Париже как защитник преимущественно русских эмигрантов на судебных процессах, в том числе в 1937—1938 гг. на процессе Н. В. Плевицкой, обвинённой в сообщничестве похищения генерала Е. К. Миллера. 22 июня 1941 арестован немецкими оккупационными властями, содержался в лагерях Руалье в Компьене и Дранси. В 1942 году освобождён. Участник движения Сопротивления, за что был награждён медалью Сопротивления. После Второй мировой войны член общества советских патриотов. Кавалер ордена Почётного легиона и Военного креста, офицер бельгийского ордена Короны.
В последние годы жизни из-за неприятностей личного характера вышел из коллегии адвокатов и жил в нужде.

## Масонство
Посвящён степень ученика в ложе «Гермес» № 535 Великой ложи Франции 15 октября 1930 года. Возвышен в степень подмастерья 18 апреля 1931 года, возведён в степень масера-масона (на заседании ложи «Юпитер») 7 декабря 1931 года. Работал под руководством Нагродского. Помощник оратора в 1932 году. С 17 ноября 1932 года до 3 октября 1935 года был аффилиирован также в ложе «Юпитер» № 536 (ВЛФ). Второй страж в 1933—1934 годах.
Реинтегрирован (присоединён) 7 апреля 1945 года. Вышел в отставку из ложи 10 октября 1945 года. В 1945—1951 гг. член парижской ложи Астрея.
Умер в 1960 году.

## Труды
- La Théorie du renvoi en droit comparé, par Maximilien Philonenko. Libr. générale de droit et de jurisprudence (1935).
- Филоненко М. М. Граф С. Ю. Витте и С.-Петербургский политехнический институт // С.-Петербургский Политехнический институт императора Петра Великого. 1902—1952 / Юбилейный сборник под ред. А. А. Стаховича, Е. А. Вечорина. — Париж, 1952.